# Jean-Louis Bertuccelli
Jean-Louis Bertuccelli (3 de junio de 1942 - 6 de marzo de 2014) fue un director de cine y guionista francés fallecido en marzo de 2014 a la edad de 71 años. 
En 1970 dirigió Remparts d'argile, película con la que ganó el Premio Jean Vigo el año siguiente. Una de sus películas más recordadas es Docteur Françoise Gailland (1975), protagonizada por Annie Girardot y Jean-Pierre Cassel.